# 南京邮电局旧址
南京邮电局旧址位于中国江苏省南京市秦淮区建康路110号，隔建康路与上海商业储蓄银行旧址相对，今为南京市建康路邮局所在地。该邮局为南京市现存最早的邮局，最初由江苏省邮务管理局设立于奇望街（今建康路），称为奇望街支局，建筑由英国人设计建造于1919年至1923年，后相继改称为建康路邮政支局、夫子庙邮局等。建筑为两层，采用欧洲文艺复兴时期的古典建筑风格，主入口朝向东侧，入口处设有以八根爱奥尼柱子支撑的檐壁（现已被广告牌遮住），顶部中央设有一座圆顶西式风格的钟台，但钟面已不存。